# Kallstroemia perennans
Kallstroemia perennans là một loài thực vật có hoa trong họ Zygophyllaceae. Loài này được B.L. Turner miêu tả khoa học đầu tiên năm 1950.